# Revuelta yakuta
La revuelta yakuta (en ruso: Якутский мятеж) o expedición yakuta (en ruso: Якутский поход) fue el último episodio de la Guerra Civil Rusa. Las hostilidades tuvieron lugar entre septiembre de 1921 y junio de 1923, en la actual región del Krai de Jabárovsk, en el Extremo Oriente ruso, al noroeste de la República del Lejano Oriente.

## Desarrollo
Al aproximarse la llegada de los bolcheviques, en la región de Yakutia se extendió en septiembre de 1921 una extensa rebelión. Llegaron a la región en torno a 200 rusos pertenecientes a la facción de los blancos conducidos por el kornet Mijaíl Korobeinikov, que en marzo de 1922 establecieron en Čurapča un "Gobierno provisional popular regional yakuto"; el 23 de marzo el "Ejército popular yakuto" de Korobeinikov tomó, gracias al uso de seis metralletas, los principales centros habitados, entre ellos la ciudad de Yakutsk, donde la guarnición del Ejército Rojo fue vencida sin esfuerzo.
En el mes de abril los rebeldes contactaron con el «Gobierno Provisional de Priamurie», en Vladivostok, pidiendo ayuda. El 27 de abril de 1922 por su parte los bolcheviques enviaron una gran expedición para sofocar la rebelión: en el verano de 1922 el Ejército Blanco fue obligado a abandonar Yakutsk y a retirarse hasta la costa del océano Pacífico, ocupando las ciudades portuarias de Ojotsk y Ayán, e implorando nuevamente refuerzos a Vladivostok.
El 30 de agosto de 1922 la "Flotilla del Océano Pacífico", compuesta por cerca de 750 voluntarios bajo el mando del teniente general Anatoly Pepelyayev, partió de Vladivostok para ayudar a los rebeldes; tres días más tarde desembarcaron en Ayán, iniciando la marcha hacia Yakutsk. A finales del mes de octubre, después de que Pepelyayev hubiera ocupado la ciudad de Nelkan, se supo que el Ejército Rojo había conquistado Vladivostok a los blancos el 22 de octubre, restableciendo la República del Lejano Oriente, y que la guerra civil había sido declarada oficialmente concluida.
Cuando fue constituida la Unión Soviética el 31 de diciembre de 1922, el único territorio ruso todavía bajo control de los blancos era la región del denominado Pepelyayevshchina ("пепеляевщина"), compuesta de las ciudades de Ayán, Okhotsk, y Nelkan. Una unidad bolchevique bajo el mando de Ivan Strod fue enviada contra Pepelyayev en febrero de 1923: el 12 de febrero los bolcheviques derrotaron a los pepelyayevisti cerca de la ciudad de Sasyl-Sasyg; en el mes de marzo los blancos se refugiaron cerca de la ciudad de Amga.
El 24 de abril de 1923 los barcos Stavropol y Indigirka partieron de Vladivostok hacia Ayán con un contingente del Ejército Rojo mandado por el general Stepan Vostretsov, desembarcando cerca de Ayán el 6 de mayo. Pepelyáiev se retira a Nelkan; los últimos combates entre los remanentes del Ejército Blanco se libran en Okhotsk (6 de junio) y Ayán (16-17 de junio). Tras el segundo enfrentamiento Pepelyáiev capitula y es tomado prisionero con 103 oficiales y 230 soldados. Son enviados a Vladivostok, ahí el general es sentenciado a muerte, pena conmutada a diez años de prisión. Sin embargo, durante las purgas estalinistas terminará finalmente ejecutado. El coronel Korobeinikov en cambio, consiguió hacerse a la mar con algunos sobrevivientes y huir a China, refugiándose en Harbin.
La otra parte de los rebeldes, sin querer rendirse, se dispersó por la taiga de Yakut y más tarde participó más de una vez en levantamientos antisoviéticos (el Levantamiento de Tunguska de 1924-1925, el Levantamiento confederalista de 1927-1928), hasta finalmente se vieron obligados a dejar de luchar .